# Depósito de Locomotoras de Valladolid
El Depósito y Talleres de Locomotoras de Valladolid es una edificación industrial asociada a la llegada del ferrocarril a Valladolid, la segunda construcción más antigua de la zona de la Base de Mantenimiento Integral de Valladolid y la Estación de Valladolid-Campo Grande tras el Arco de Ladrillo, junto al que se levanta.

## Descripción
Es un edificio de gran calidad constructiva, magnífica adecuación al programa de instalaciones de los propios talleres y muy vanguardista para la época en que fue construido por lo novedoso en aquellos momentos de la tipología utilizada, la forma llamada de fer de cheval (‘herradura de caballo’): el Depósito es un edificio simétrico, con una parte central recta de taller y dos zonas curvas a ambos lados de la primera para depósito de las locomotoras de vapor, cada una con capacidad para abrigar once máquinas. Esta forma tiene la importante ventaja de ser fácilmente ampliable conforme van aumentando las necesidades de alojamiento de locomotoras, como así ha ocurrido en este depósito de Valladolid. El servicio de maniobras para la entrada y salida de las locomotoras en el depósito se realiza mediante dos placas giratorias, situadas en los centros de curvatura de cada una de las partes curvas del edificio, capaces de rotar una longitud de 12 metros de carril.
La estructura del edificio es similar a la de una gran nave con cerchas que van girando alrededor de un punto, que es el centro de cada placa giratoria. Las cerchas metálicas son de tipo Polonceau, y cubren una luz de 18 metros. Sobre ellas se sitúa un lucernario corrido para evacuar los humos de las locomotoras. Los cerramientos son de ladrillo con carpintería metálica, con un zócalo y remates de piedra.

## Historia

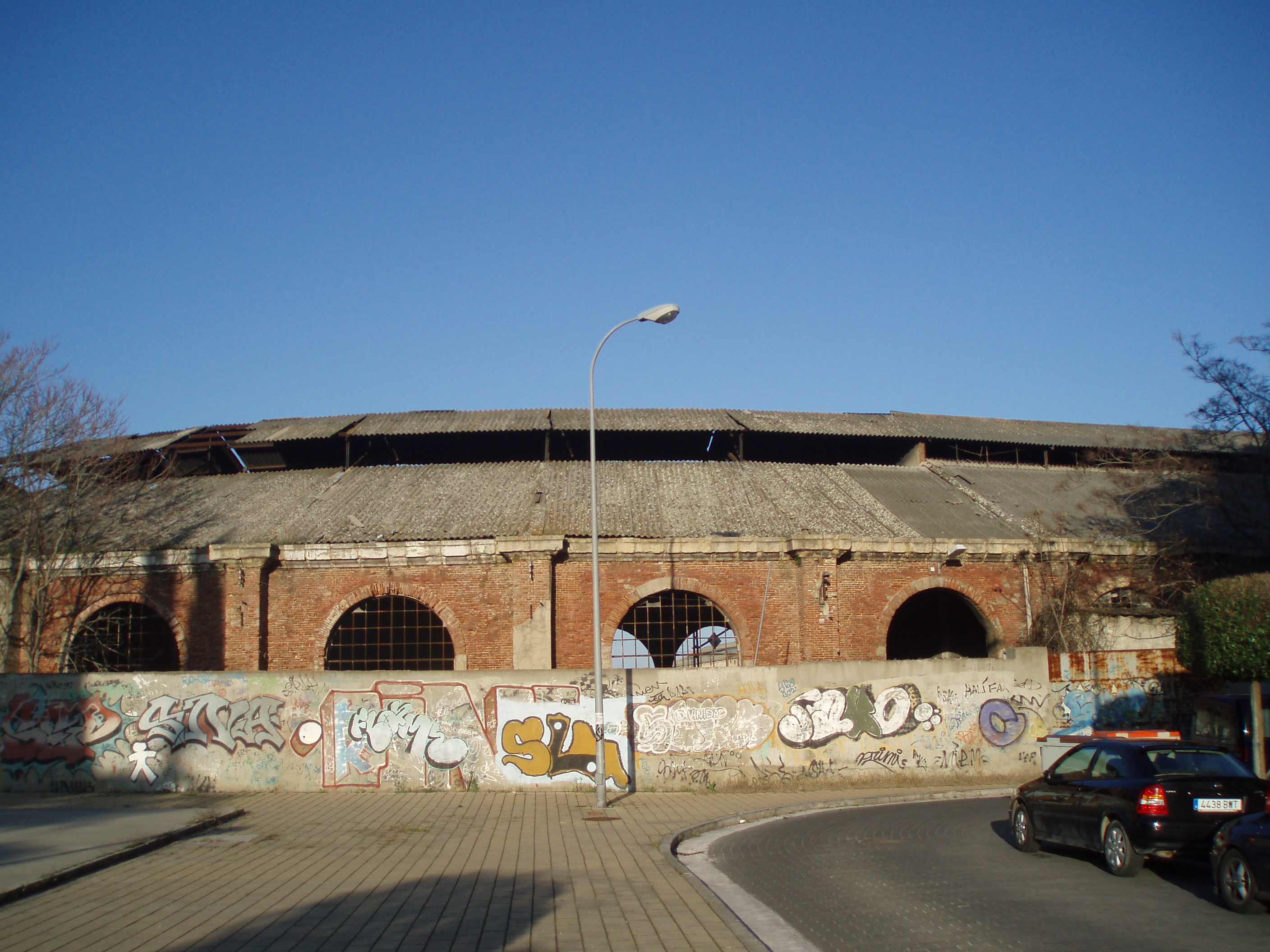
Vista exterior del depósito desde la calle de la Santa Fe.

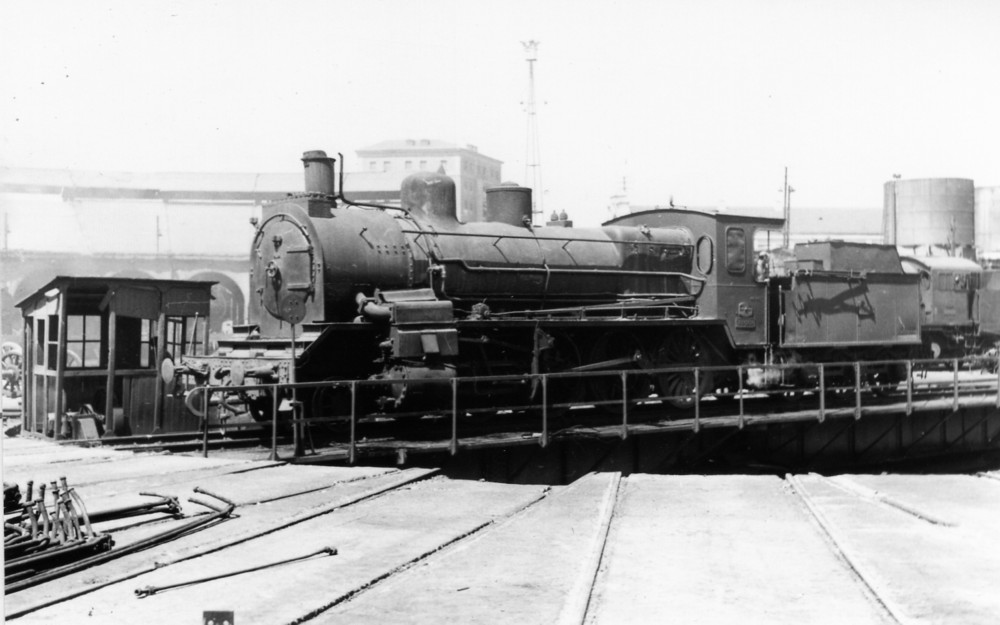
La locomotora 140-2404 de RENFE, maniobrando en el depósito de Valladolid en 1965.

El depósito que existe actualmente es el segundo de los proyectados, ya que en 1860 el ingeniero francés Désiré-Jules Lesguillier diseñó dos depósitos de máquinas circulares que no llegaron a construirse. El existente fue proyectado por Théopile Luc Ricour, otro ingeniero francés discípulo del anterior, en 1863. Con el tiempo este edificio llegó a ser uno de los depósitos de vapor más importantes de España, con más de 110 locomotoras asignadas.
Posteriormente ha sufrido ampliaciones y remodelaciones, aprovechando una de las claras ventajas de su forma de fer de cheval. La última de las reformas de importancia se produjo en 1962, y por estas últimas remodelaciones el ala curva Sur del edificio original desapareció para ser sustituida por una moderna estructura de hormigón. Poco después, a mediados de los años 1960 el Depósito de Locomotoras de Valladolid, como muchos otros de la red, echó el cierre, por cuanto la tracción de vapor fue completamente sustituida por la eléctrica y la diesel, que tienen menores necesidades de mantenimiento.
Hoy en día es, casi con seguridad, el único ejemplo de su categoría que ha sobrevivido en Europa a las guerras del siglo XX, aunque se encuentra en bastante mal estado por el prolongado desuso, en particular, paradójicamente, el ala más moderna, de hormigón, por sufrir un fuerte proceso de aluminosis. Sus sucesivas remodelaciones han logrado que el conjunto sea representativo de un siglo (1863-1962) de historia de la edificación industrial. Está catalogado con el máximo grado de protección por el Plan General de Ordenación Urbana de Valladolid. Los planes de remodelación urbana de la zona por el soterramiento del ferrocarril no afectan a este emblemático edificio, previendo su mantenimiento para usos públicos. Entre noviembre de 2014 y enero de 2015 se retiraron todas las placas de fibrocemento de su cubierta para evitar los riesgos derivados de su contenido de fibras de amianto.